# شایلی منسفیلد
شایلی منسفیلد (زاده ۶ آوریل ۲۰۰۹) یک هنرپیشه، سلبریتی اینترنتی و یوتیوبر سابق ناشنوا، اهل آمریکا است.
او ابتدا با ساختن ویدیوهایی که در آن داستان‌های کریسمس را به زبان اشاره آمریکایی تعریف می‌کرد، به شهرت رسید. منسفیلد در تبلیغات ویدیویی «داستان‌های فراموش نشدنی» توسط دیزنی پارکز ظاهر شد، که در آن با مینی ماوس، که در حال یادگیری زبان اشاره در دنیای والت دیزنی بود، ملاقات کرد. این ویدیو به سرعت در فضای مجازی منتشر شد و به یکی از پربیننده‌ترین تبلیغات دیزنی تبدیل شد.
منسفیلد اولین بازیگری خود را در سال ۲۰۱۹ در نوئل دیزنی انجام داد. سال بعد، درخواست او برای زیرنویس خودکار در اینستاگرام توجه چندین نشریه رسانه ای را به خود جلب کرد و در توییتر محبوب و معروف شد. او برای نقش‌هایش در فیلم‌های احساس برتری (۲۰۲۰) و ۱۳ دقیقه (فیلم ۲۰۲۱) به رسمیت شناخته شد. در سال ۲۰۲۲، منسفیلد برای بازی در ماداگاسکار: یک وحشی کوچک، احتمالاً اولین بازیگر ناشنوا شد که در کنار صداپیشگان «قابل شنیدن» به خاطر اجرای «ثبت نام» در یک تولید انیمیشن شناخته شد.

## زندگی و حرفه

### ۲۰۰۹_۲۰۱۹: زندگی اولیه و ویدئوهاییوتیوب
شایلی منسفیلد در ۶ آوریل ۲۰۰۹ در بربنک، کالیفرنیا ناشنوا به دنیا آمد. والدین او بازیگر سابق شینا مک فیلی و مانی جانسون - نیز ناشنوا هستند و ASL Nook را اداره می‌کنند، یک وب سایت و کانال یوتیوب که زبان اشاره آمریکایی (ASL) را آموزش می‌دهد. منسفیلد یک خواهر کوچکتر به نام آیوی دارد که شنوا است.
منسفیلد از سال ۲۰۱۳ تا ۲۰۱۹ در ASL Nook ظاهر شد او در چهار سالگی با کابوس پیش از کریسمس شروع به امضای داستان‌های کریسمس در کانال کرد. او در پنج سالگی، چگونه گرینچ کریسمس را دزدید! ; ئی! اظهار داشت: «آخرین باری را به یاد نمی‌آوریم که یک داستان تعطیلات باعث شد تا این اندازه لبخند بزنیم … بیشتر به این دلیل که منسفیلد به نحوه بیان داستان علاقه زیادی دارد. او با زبان اشاره و حالات صورتش بسیار رسا است.» در سال ۲۰۱۵، او نقش رودلف گوزن شمالی بینی قرمز را بازی کرد. هاف‌پست بازگویی او در سال ۲۰۱۶ از قطار سریع‌السیر قطبی را «زیبا» خواند … همان‌طور که قبلاً ندیده‌اید.»
در پارک دیزنی در سال ۲۰۱۳، منسفیلد با یکی از کارکنانی ملاقات کرد که لباس تینکر بل را پوشیده بود و می‌توانست امضا کند. سه سال بعد، به دلیل این اتفاق، دیزنی خانواده منسفیلد را به دیزنی لند پرواز داد. در پارک، خانواده از یک تبلیغ «داستان‌های فراموش نشدنی» فیلم گرفتند، که در آن با بازیگری آشنا شدند که لباس مینی ماوس را پوشیده بود و اخیراً شروع به یادگیری زبان اشاره کرده بود. این ویدیو در فضای مجازی منتشر شد و تا آوریل ۲۰۱۶، ۱۱ میلیون بازدید را به خود اختصاص داد و دومین آگهی پربیننده دیزنی شد. ادویک فراگیر بودن خود را به عنوان عامل اصلی موفقیت خود برجسته کرد. Mansfields همچنین در کنار دو خانواده عمدتاً ناشنوای دیگر در فیلم مستند Born This Way Presents: Deaf Out Loud که در ۱۲ سپتامبر ۲۰۱۸ از شبکه ای‌اندئی پخش شد ظاهر شدند مارگارت لیون نیویورک تایمز، آن را جدی توصیف کرد و خانواده‌ها را «بسیار قانع‌کننده، متفکر و تله‌ژنیک» توصیف کرد.

### ۲۰۱۹–اکنون: اولین بازیگری
در سال ۲۰۱۹، منسفیلد اولین بازیگری خود را در نقش میشل، دختری بی خانمان و ناشنوا، در فیلم دیزنی پلاس نوئل (فیلم ۲۰۱۹) انجام داد. با وجود استقبال متفاوت از فیلم، این نقش، به گفته ورایتی، برای حرفه منسفیلد مفید بود. در جولای ۲۰۱۹، نتفلیکس اعلام کرد که منسفیلد برای بازی در فیلم احساس برتری انتخاب شده‌است که نقدهای دوسویه ای دریافت کرد. در سال ۲۰۲۱، منسفیلد در ۱۳ دقیقه در نقش پیتون، دختر ناشنوای کیم (امی اسمارت) و براد (پیتر فاسینلی) ظاهر شد. هالیوود ریپورتر گفت که او «حضور بسیار طبیعی روی صفحه نمایش» داشته‌است.
منسفیلد با دلبرت و جوون وتر، مشاوران ناشنوای مجموعه انیمیشن ماداگاسکار: یک وحشی کوچک، در پانل RespectAbility ملاقات کرد. پس از پانل، مادر منسفیلد از او پرسید که آیا نمایش نیاز دارد یا خیر یک بازیگر ناشنوا پس از یک جلسه آشنایی با دریم ورکس، منسفیلد به سرعت نقشی در این سریال دریافت کرد. به دلیل رابطه قبلی بین منسفیلد و وترها، منسفیلد مراحل معمول انتخاب بازیگران را برای A Little Wild انجام نداد. قصد اصلی نمایش برای به تصویر کشیدن یک پسر با دختری تنظیم شده بود که نام و الگوبرداری از منسفیلد گرفته شد. او می‌توانست مترجم خود را انتخاب کند، که به گفته او این امکان را به او می‌دهد تا «روی ارائه بهترین عملکرد خود تمرکز کند». انیماتورها با استفاده از یک مرجع ویدیویی، اقدامات شخصیت را بر اساس نشانه‌های او استوار کردند. با توجه به دنیاگیری کووید-۱۹ در ایالات متحده آمریکا، منسفیلد ملزم به کار از طریق زوم بود. جوون گفت: «ما باید واقعاً سرعت آن را کم می‌کردیم تا بسیار واضح باشد و زوایای مختلفی از خطوط را ارائه می‌دادیم تا انیماتورها بتوانند ببینند که شکل دست‌ها و حرکات دست کجا باید باشد.» منسفیلد در اپیزود «گلوریا همه چیز را به دست آورد» که در ۱۳ ژانویه ۲۰۲۰ در سرویس‌های استریم هولو و پیکاک منتشر شد، مهمان شد. او به خاطر بازی امضا شده اش در اپیزود در کنار صداپیشگان، که ممکن است اولین چنین اعتباری برای یک بازیگر ناشنوا باشد، اعتبار دارد.
در سال ۲۰۲۳، منسفیلد نقش اولی نیکولتی را در سریال درام ای بی سی The Company You Keep (مجموعه تلویزیونی) ایفا کرد. ریچارد روپر از شیکاگو سان تایمز در نقدی از عملکرد او به عنوان «فوراً دوست‌داشتنی» تمجید کرد. این سریال بعد از یک فصل کنسل شد.

## دفاع
منسفیلد در طول فعالیت خود در یوتیوب، هدفش تشویق کودکان و خانواده‌ها به یادگیری ای اس ال بود. او از طریق بازی‌های خود به عنوان یک بازیگر، برای نشان دادن اصالت به جامعه ناشنوایان و افزایش آگاهی در مورد ای اس ال کار می‌کند. او از رسانه‌های اجتماعی خود به عنوان بستری برای آموزش زبان اشاره و افزایش آگاهی به دیگران استفاده می‌کند. در آوریل ۲۰۲۰، در طول همه‌گیری کرونا، منسفیلد ویدیویی را در توییتر منتشر کرد و از اینستاگرام به دلیل عدم وجود کپشن انتقاد کرد. در آن، او گفت که او و بیش از ۴۰۰ میلیون ناشنوا یا کم شنوا دیگر قادر به درک ویدیوها با صدا نیستند. ویدیوی او هزاران بار لایک و بازتوییت شد. منسفیلد از مدیر اجرایی اینستاگرام، آدام موسری، درخواست کرد که زیرنویس خودکار را به این شبکه اضافه کند. در ماه می ۲۰۲۱، اینستاگرام استیکری منتشر کرد که به‌طور خودکار گفتار را در استوری‌های اینستاگرام رونویسی می‌کند.

## فیلم‌شناسی
| سال  | عنوان                                 | نقش               | یادداشت                                | منابع          |
| ---- | ------------------------------------- | ----------------- | -------------------------------------- | -------------- |
| ۲۰۱۸ | متولد این راه: ناشنوایان با صدای بلند | خودش              | مستند؛ فیلم تلویزیونی                  | سانتر (فرانسه) |
| ۲۰۱۹ | این بستن                              | مارگارت           | قسمت: "قورباغه حقیقت"                  | سانتر (فرانسه) |
| ۲۰۱۹ | نوئل                                  | میشل              | در حال پخش فیلم                        | سانتر (فرانسه) |
| ۲۰۲۰ | تختخواب                               | ویلو              | قسمت: "بانوی پری من"                   | سانتر (فرانسه) |
| ۲۰۲۰ | ضربان را احساس کنید                   | زوزو              | در حال پخش فیلم                        | سانتر (فرانسه) |
| ۲۰۲۱ | ۱۳ دقیقه                              | پیتون             |                                        | سانتر (فرانسه) |
| ۲۰۲۲ | ماداگاسکار: کمی وحشی                  | شایلی ("ثبت نام") | قسمت: "Gloria's Got'Em All"; پخش سریال | سانتر (فرانسه) |
| ۲۰۲۳ | شرکتی که شما نگه دارید                | اولی نیکولتی      | ۷ قسمت                                 | سانتر (فرانسه) |